# Rhomboptila delicata
Rhomboptila delicata là một loài bướm đêm trong họ Geometridae.